# Vinväxter
Vinväxter (Vitaceae) är enda växtfamiljen i ordningen Vitales. Tidigare placerades den i ordningen Rhamnales. Familjen delas upp i de två underfamiljerna Leeoideae, med släktet Leea, samt Vitoideae som omfattar övriga släkten.
Familj Vitaceae
- Underfamilj Leeoideae
  - Leeasläktet (Leea)
- Underfamilj Vitoideae
  - Cissussläktet (Cissus)
  - Pepparvinsläktet (Ampelopsis)
  - Kastanjevinsläktet (Tetrastigma)
  - Faskvinsläktet (Cyphostemma)
  - Kungscissussläktet (Rhoicissus)
  - Vildvinsläktet (Parthenocissus)
  - Vinsläktet (Vitis)